# 拉布河畔基希贝格
拉布河畔基希贝格是奥地利施蒂利亚州费尔德巴赫县的一个市镇。总面积16.71平方公里，总人口1904人，人口密度113.9人/平方公里（2001年）。